# Tom Edlefsen
Tom Edlefsen (n, 12 de diciembre de 1941) es un jugador estadounidense de tenis. En su carrera conquistó el torneo ATP de Kansas City y 3 torneos ATP de dobles. Su mejor posición en el ranking de individuales fue el Nº 94 en junio de 1974. En 1968 llegó a la cuarta ronda de Wimbledon. Tiene un récord de 65 partidos ATP ganados